# Маркелов, Денис Вячеславович
Денис Вячеславович Маркелов (20 февраля 1982) — российский гребец.

## Карьера
Чемпион мира среди юниоров 1998 года.
Вице-чемпион Европы 2008 года в соревнования восьмёрок.
Участник шести чемпионатов мира. Лучший результат - 6 место (Гифу-2005)